# Mary und Eliza Chulkhurst

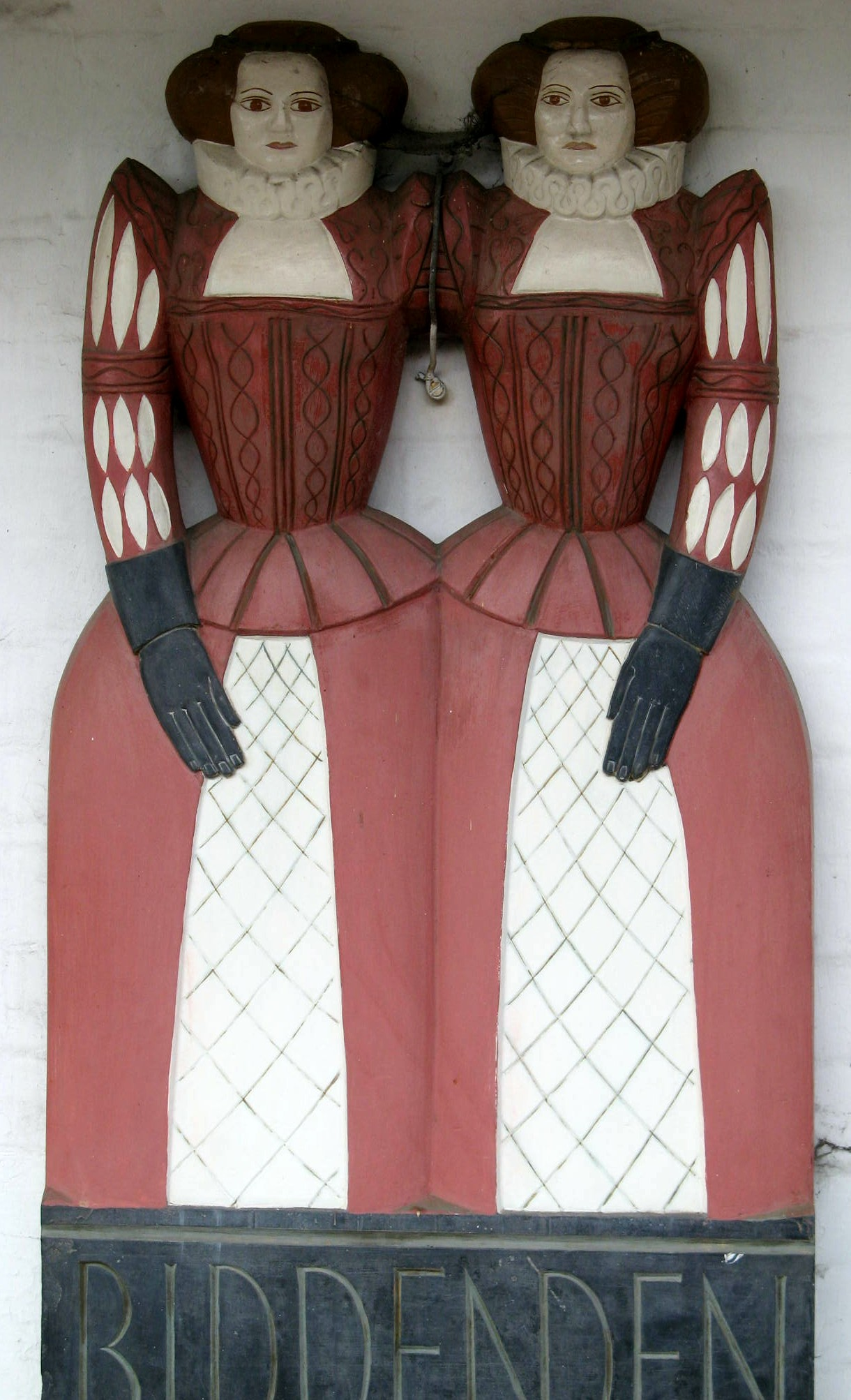
Neuzeitliche Darstellung der Siamesischen Zwillinge Mary und Eliza Chulkhurst

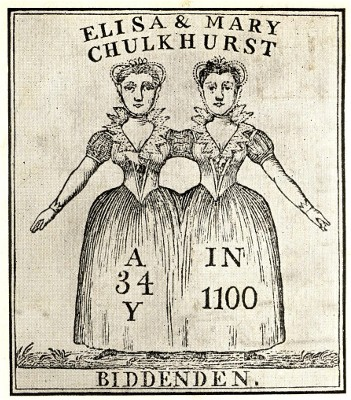
Darstellung der Zwillinge von 1808

Mary Chulkhurst und Eliza Chulkhurst (* 1100 in Biddenden, Kent, England; † 1134 ebenda) waren zwei Geschwister, die einer lokalen Legende nach als Siamesische Zwillinge geboren wurden und unter dem Namen Biddenden Maids bekannt wurden.
Auf Abbildungen sind die beiden Schwestern in einem Doppelportrait an den Hüften und Schultern verwachsen dargestellt. Damit gehört das Geschwisterpaar zu den ältesten dokumentierten Fällen einer symmetrischen Doppelfehlbildung.
Die überlieferte Darstellung der Geschwister mit nur zwei sichtbaren Armen, die eine zusätzliche Verwachsung im Schulterbereich suggeriert, ist möglicherweise nicht korrekt. Eliza und Mary haben wahrscheinlich je zwei Arme besessen. Der Eindruck der verwachsenen Schultern entstand möglicherweise fälschlich, weil sie aus Gründen der Bequemlichkeit einen Arm über die Schulter der anderen gelegt hatten.
Die Zwillinge Mary und Eliza starben im Alter von 34 Jahren. Als eine der beiden Schwestern starb, soll die noch lebende Schwester gesagt haben:

“As we came together, we will also go together”

„Wir kamen zusammen, wir werden auch zusammen gehen“

Sie starb einige Stunden später.
Die Kirchengemeinde des Dorfes erbte von der wohlhabenden Chulkhurst-Familie nach dem Tod der Schwestern 20 Acres Land (etwa 81.000 Quadratmeter). Verbunden mit der Erbschaft war die Auflage, den Ertrag aus dem Landbesitz als Unterstützung an Arme und Alte zu geben.
Diese sogenannte „Bread-and-Cheese-Charity“ wurde allerdings erst im Jahr 1665 in Gerichtsakten erstmals erwähnt. Zur Erinnerung an diese wohltätige Stiftung – die bis heute existiert – werden an jedem Ostermontag zwei Stück Kekse, geprägt mit einem Bild der Zwillingsschwestern, an die Besucher der Stadt verteilt; die Armen erhalten zusätzlich Brot, Käse und Tee.
Das Abbild der beiden Zwillingsschwestern ist Wahrzeichen der Gemeinde Biddenden.